# Ryder Cup 2016
De 41e Ryder Cup werd gespeeld van 30 september tot en met 2 oktober 2016 op Hazeltine National Golf Club, een golfbaan in de Amerikaanse staat Minnesota. Vanaf de eerste wedstrijd leidde de Verenigde Staten, om vervolgens de leiding niet meer af te staan. Na de eerst ochtendsessie stond het reeds 4–0, waarna de schade in de middag door Europa werd beperkt door de tussenstand naar 5–3 te trekken. De Verenigde Staten scoorde op de zaterdag en op zondag ook meer punten, waardoor zij de 41e editie van de Ryder Cup met 17 – 11 wonnen.
De Belg Thomas Pieters won 4 van de mogelijke 5 punten, waardoor hij de beste rookie ooit was op de Ryder Cup.

## Teams
| Europa - Darren Clarke 0, captain - Rory McIlroy 3 - Danny Willett 0 - Henrik Stenson 3 - Chris Wood 0 - Sergio Garcia 7 - Rafa Cabrera Bello 0 - Justin Rose 3 - Andy Sullivan 0 - Matthew Fitzpatrick 0 Wildcards - Lee Westwood 9 - Martin Kaymer 3 - Thomas Pieters 0 | Verenigde Staten - Davis Love III, captain - Dustin Johnson 2 - Jordan Spieth 1 - Phil Mickelson 10 - Patrick Reed 1 - Jimmy Walker 1 - Brooks Koepka 0 - Brandt Snedeker 1 - Zach Johnson 4 Wildcards - J.B. Holmes 1 - Rickie Fowler 2 - Matt Kuchar 3 - Ryan Moore 0 |

Het getal achter de spelersnaam geeft aan hoe vaak hij al in de Ryder Cup gespeeld heeft.

## Vrijdag
Op vrijdag werden vier foursome en vier fourballspartijen gespeeld. De captains bepaalden de teamsamenstellingen en de volgorde van afslaan.
| Four-some                   |                                 |                              |
| Vlag van Europa             | Score                           | Vlag van Verenigde Staten    |
| Henrik Stenson Justin Rose  | Verenigde staten wint met 3 & 2 | Jordan Spieth Patrick Reed   |
| Rory McIlroy Andy Sullivan  | Verenigde Staten wint met 1Up   | Phil Mickelson Rickie Fowler |
| Sergio García Martin Kaymer | Verenigde Staten wint met 4 & 2 | Jimmy Walker Zach Johnson    |
| Lee Westwood Thomas Pieters | Verenigde Staten wint met 5 & 4 | Dustin Johnson Matt Kuchar   |
|                             | Sessie 1: 0 – 4                 |                              |
|                             | Tussenstand: 0 – 4              |                              |

| Fourballs                        |                                 |                               |
| Vlag van Europa                  | Score                           | Vlag van Verenigde Staten     |
| Justin Rose Henrik Stenson       | Europa wint met 5 & 4           | Jordan Spieth Patrick Reed    |
| Sergio García Rafa Cabrera Bello | Europa wint met 3 & 2           | J.B. Holmes Ryan Moore        |
| Martin Kaymer Danny Willett      | Verenigde Staten wint met 5 & 4 | Brandt Snedeker Brooks Koepka |
| Rory McIlroy Thomas Pieters      | Europa wint met 3 & 2           | Dustin Johnson Matt Kuchar    |
|                                  | Sessie 2: 3 – 1                 |                               |
|                                  | Tussenstand: 3 – 5              |                               |

## Zaterdag
Op zaterdag werden ook vier fourballs en vier foursomes gespeeld. De captain bepaalde welke speler in welke partij speelde.
| Foursome                           |                               |                               |
| Vlag van Europa                    | Score                         | Vlag van Verenigde Staten     |
| Rory McIlroy Thomas Pieters        | Europa wint met 4 & 2         | Rickie Fowler Phil Mickelson  |
| Henrik Stenson Matthew Fitzpatrick | Verenigde Staten wint met 3&2 | Brandt Snedeker Brooks Koepka |
| Justin Rose Chris Wood             | Europa wint met 1 Up          | Jimmy Walker Zach Johnson     |
| Sergio García Rafa Cabrera-Bello   | Halved                        | Jordan Spieth Patrick Reed    |
|                                    | Sessie 3: 2½ – 1½             |                               |
|                                    | Tussenstand: 5½ – 6½          |                               |

| Four-ball                   |                                 |                              |
| Vlag van Europa             | Score                           | Vlag van Verenigde Staten    |
| Rory McIlroy Thomas Pieters | Europa wint met 3 & 1           | Brooks Koepka Dustin Johnson |
| Danny Willett Lee Westwood  | Verenigde Staten wint met 1 Up  | J.B. Holmes Ryan Moore       |
| Martin Kaymer Sergio García | Verenigde Staten wint 2 & 1     | Phil Mickelson Matt Kuchar   |
| Justin Rose Henrik Stenson  | Verenigde Staten wint met 2 & 1 | Jordan Spieth Patrick Reed   |
|                             | Sessie 4: 1 – 3                 |                              |
|                             | Tussenstand: 6½ – 9½            |                              |

## Zondag
Op zondag werden 12 singles gespeeld. De volgorde van de 12 spelers werd door de captains bepaald.
| Singles             |                                 |                           |
| Vlag van Europa     | Score                           | Vlag van Verenigde Staten |
| Rory McIlroy        | Verenigde Staten wint met 1 Up  | Patrick Reed              |
| Henrik Stenson      | Europa wint met 3 & 2           | Jordan Spieth             |
| Thomas Pieters      | Europa wint met 3 & 2           | J.B. Holmes               |
| Justin Rose         | Verenigde Staten wint met 1 Up  | Rickie Fowler             |
| Rafa Cabrera-Bello  | Europa wint met 3 & 2           | Jimmy Walker              |
| Sergio García       | Halved                          | Phil Mickelson            |
| Lee Westwood        | Verenigde Staten wint met 1 Up  | Ryan Moore                |
| Andy Sullivan       | Verenigde Staten wint met 3 & 1 | Brandt Snedeker           |
| Chris Wood          | Verenigde Staten wint met 1 Up  | Dustin Johnson            |
| Danny Willett       | Verenigde Staten wint met 5 & 4 | Brooks Koepka             |
| Martin Kaymer       | Europa wint met 1 Up            | Matt Kuchar               |
| Matthew Fitzpatrick | Verenigde Staten wint met 4 & 3 | Zach Johnson              |
|                     | Sessie 5: 4½ – 7½               |                           |
|                     | Einduitslag 11 – 17             |                           |

1927 · 1929 · 1931 · 1933 · 1935 · 1937 · 1947 · 1949 · 1951 · 1953 · 1955 · 1957 · 1959 · 1961 · 1963 · 1965 · 1967 · 1969 · 1971 · 1973 · 1975 · 1977 · 1979 · 1981 · 1983 · 1985 · 1987 · 1989 · 1991 · 1993 · 1995 · 1997 · 1999 · 2002 · 2004 · 2006 · 2008 · 2010 · 2012 · 2014 · 2016 · 2018 · 2021 · 2023
Lijst van deelnemers · Junior Ryder Cup